# آلن مک
آلن مک (انگلیسی: Alan Mak؛ زادهٔ ۱ ژانویهٔ ۱۹۶۵) نویسنده، کارگردان، هنرپیشه و تهیه‌کننده اهل چین است. از آثار مهمش امور دوزخی (۲۰۰۲) و ماموریت خارق‌العاده (۲۰۱۷) را می‌توان نام برد.
او برندهٔ جوایزی همچون جایزه فیلم هنگ کنگ، جایزه باهینیای زرین و جایزه انجمن منتقدان فیلم هنگ کنگ شده‌است.